# Anders Franzén (läkare)
Anders Kristian Franzén, född 17 juni 1878 i Storkyrkoförsamlingen, Stockholm, död 28 september 1937 i Hedvig Eleonora församling, Stockholm, var en svensk läkare, barnmorskelärare och sjukhusdirektör.
Franzén, som var son till skolföreståndare Frans Oskar Franzén och Sara Katarina Rosendorff, blev medicine kandidat 1904 och medicine licentiat 1910. Han var lasarettsunderläkare i Falun 1910–1911, amanuens vid Serafimerlasarettets gynekologiska avdelning 1911–1912, dito vid Sabbatsbergs sjukhus gynekologiska avdelning 1912–1913, underläkare vid Allmänna barnbördshuset i Stockholm 1914–1915, tillförordnad barnmorskelärare vid Södra barnbördshuset i Stockholm 1916 och under åren 1917–1923 samt sjukhusdirektör i Stockholm från 1933. Han hade olika förtroendeuppdrag i Stockholms folkskoledirektion, Stockholms stads hälsovårdsnämnd och Stockholms stadsfullmäktige.
Han var från 1910 gift med gymnastikdirektör Kristina Ulrika (Ulla) Renström (1879–1962) med vilken han bland flera barn hade sonen Anders Franzén (1918–1993) som upptäckte regalskeppet Vasa. Makarna Franzén är begravda på Norra begravningsplatsen utanför Stockholm.